# HNoMS B-5
| HNoMS B-5                                                          | HNoMS B-5                                                                                                | HNoMS B-5                                                                                                |
| ------------------------------------------------------------------ | --- | --- |
| KNM B-5                                                            | | |
|                                                                    | | |
| Аналогічний підводний човен B-4.                                   | | |
| Верф                                                               | Horten Navy Yard, Гортен                                                                                 | Horten Navy Yard, Гортен                                                                                 |
| Під прапором                                                       | Норвегія Третій Рейх                                                                                     | Норвегія Третій Рейх                                                                                     |
| Належність                                                         | Військово-морські сили Норвегії · Крігсмаріне                                                            | Військово-морські сили Норвегії · Крігсмаріне                                                            |
| Порт приписки                                                      | Крістіансанн                                                                                             | Крістіансанн                                                                                             |
| Закладений                                                         | грудень 1925                                                                                             | грудень 1925                                                                                             |
| Спуск на воду                                                      | 17 червня 1929                                                                                           | 17 червня 1929                                                                                           |
| Введений до складу флоту                                           | 1 жовтня 1929                                                                                            | 1 жовтня 1929                                                                                            |
| На службі                                                          | 1929-1940 -1942                                                                                          | 1929-1940 -1942                                                                                          |
| Сучасний статус                                                    | розібраний на злам                                                                                       | розібраний на злам                                                                                       |
| Бойовий досвід                                                     | Друга світова війна Битва за Атлантику Норвезька кампанія                                                | Друга світова війна Битва за Атлантику Норвезька кампанія                                                |
| Проєкт                                                             | | |
| Тип ПЧ                                                             | прибережний дизель-електричний підводний човен                                                           | прибережний дизель-електричний підводний човен                                                           |
| Основні характеристики                                             | | |
| Швидкість (надводна)                                               | 15 вузлів (28 км/год)                                                                                    | 15 вузлів (28 км/год)                                                                                    |
| Швидкість (підводна)                                               | 8,9 вузлів (16,5 км/год)                                                                                 | 8,9 вузлів (16,5 км/год)                                                                                 |
| Робоча глибина занурення                                           | 60 м | 60 м |
| Дальність плавання                                                 | 2 900 миль (5 400 км) на швидкості 9 вузлів (надводна) 150 миль (280 км) на швидкості 3 вузли (підводна) | 2 900 миль (5 400 км) на швидкості 9 вузлів (надводна) 150 миль (280 км) на швидкості 3 вузли (підводна) |
| Екіпаж                                                             | 23 офіцери та матроси                                                                                    | 23 офіцери та матроси                                                                                    |
| Розміри                                                            | | |
| Довжина найбільша (по КВЛ)                                         | 51 м | 51 м |
| Ширина корпусу найб.                                               | 5,3 м | 5,3 м |
| Середня осадка (по КВЛ)                                            | 3,5 м | 3,5 м |
| Водотоннажність надводна                                           | 365 тонн                                                                                                 | 365 тонн                                                                                                 |
| Силова установка                                                   | | |
| Дизель-електрична: 2 × дизельних двигуни Sulzer 2 × електродвигуни | | |
| Гвинти                                                             | 2 | 2 |
| Потужність                                                         | 2 × 900 к.с. (дизель) 2 × 700 к. с. (електродвигун)                                                      | 2 × 900 к.с. (дизель) 2 × 700 к. с. (електродвигун)                                                      |
| Озброєння                                                          | | |
| Артилерія                                                          | 1 × 76-мм корабельна гармата L/28 Bofors                                                                 | 1 × 76-мм корабельна гармата L/28 Bofors                                                                 |
| Торпедно- мінне озброєння                                          | 4 × 450-мм торпедних апаратів 12 торпед                                                                  | 4 × 450-мм торпедних апаратів 12 торпед                                                                  |

HNoMS B-5 (норв. KNM B-5) — військовий корабель, підводний човен типу «B» Королівських ВМС Норвегії та нацистської Німеччини за роки Другої світової війни.
B-5 був закладений у грудні 1925 року на верфі компанії Horten Navy Yard у Гортені. 17 червня 1929 року він був спущений на воду, а 1 жовтня 1929 року увійшов до складу Королівських ВМС Норвегії.

## Історія служби
Після завершення випробувань підводний човен КНМ В-5 був прийнятий на озброєння у флоті. У 1930-х роках разом з В-1, В-2, В-3, В-4 і В-6 діяв в акваторіях Північного та Норвезького морів. На початок Другої світової війни B-5 входив разом з однотипними човнами КНМ B-2 та КНМ B-4 до 2-ї дивізії підводних човнів Королівських військово-морських сил Норвегії з базуванням у Крістіансанні. Вже тоді норвезький човен вважався морально та фізично застарілим. 11 квітня 1940 року в ході висадки морського десанту німецьких військ В-5 був захоплений на базі Крістіансанна разом з іншими норвезькими кораблями, зокрема новітніми есмінцями типу «Слейпнер» «Одін» та «Гіллер».
Після захоплення КНМ B-5 був доставлений до Фіско і 20 листопада 1940 року перейменований на UC-1. B-5 був відправлений до в Готенгафені для проведення модифікації та подальшого використання як навчально-тренувальний підводний човен для екіпажів підводних човнів Крігсмаріне. Модернізація човна була завершена в червні 1940 року і він залишався на озброєнні до 28 березня 1942 року, коли в кінцевому підсумку колишній норвезький човен було визнано непридатним для підготовки або виведенню до резерву, тому пізніше його розібрали на злам.

## Командири
- Корветтен-капітан Вільгельм Кізеветтер (20 листопада 1940 — травень 1941)
- Капітан-лейтенант Георг Ланге (травень — 14 жовтня 1941)
- Оберлейтенант-цур-зее Отто Волльшлегер (15 жовтня — 16 листопада 1941)
- Капітан-лейтенант Георг Ланге (17 листопада 1941 — 28 березня 1942)
- Лейтенант-цур-зее резерву Карл Брокманн (грудень 1941 — 28 березня 1942) — виконувач обов'язків.